# 一瀬家住宅
一瀬家住宅（いちのせけじゅうたく）は、東京都新宿区市谷左内町に所在する、昭和初期の歴史的建造物（民家）。
一瀬家住宅の主屋と倉庫は、1930年（昭和5年）頃に建てられたと考えられている。昭和初期の意匠的に整った洋館建てで、構造材などに外材を積極的に使用した建物である。2006年（平成18年）に、国の登録有形文化財（建造物）に登録された。
2019年（令和元年）に取り壊され、更地となった。

## 文化財
登録有形文化財（建造物）
一瀬家住宅主屋
登録年月日:2006年（平成18年）3月2日、種別:住宅/建築物、登録基準:再現することが容易でないもの。
年代:1930年（昭和5年）建築、木造2階建、瓦葺、建築面積158 m2。
一瀬家住宅倉庫
登録年月日:2006年（平成18年）3月27日、種別:住宅/建築物、登録基準:国土の歴史的景観に寄与しているもの。
年代:1930年（昭和5年）建築、鉄筋コンクリート造平屋建、建築面積13 m2。

## 交通
鉄道
 • JR中央・総武線 - 市ケ谷駅より徒歩5分
 • 都営新宿線 - 市ヶ谷駅より徒歩5分
 • 東京メトロ南北線 - 市ケ谷駅より徒歩3分、東京メトロ有楽町線 - 市ケ谷駅

## 関連文献
- 建築思潮研究所 編「特集 街角の洋館衣装 - 市谷に今も残る洋館 一瀬家」『住宅建築』第318号、2001年9月。